# Айон-Орос (залив)
А́йон-О́рос (А́гион-О́рос, греч. Κόλπος Άγιου Όρου; Сингитико́с, Сингитский залив, Σιγγιτικός κόλπος) — залив Эгейского моря, воды которого омывают два гористых полуострова: Ситония и Айон-Орос. Протяжённость залива составляет 50 километров, ширина — около 25—30 километров. Глубина залива до 500 м. Приливы полусуточные, их величина менее 0,5 м.
Страбон в «Географии» пишет, что Сингитикос назван по имени древнего города Синг, а по имени города Аканфа его называют Аканфским заливом.

Заливы Эгейского моря тянутся непосредственно один за другим к северу, хотя и на известном расстоянии друг от друга в следующем порядке: Малийский, Пагаситский, Фермейский, Торонейский, Сингитский, Стримонский.— Страбон. География. VII, фр. 32
В заливе находятся два крупных острова — Амолиани и Дьяпорос (Διάπορος), а также острова Дрения между Амолиани и Уранополисом.